# Napoleone Luigi Bonaparte
Napoleone Luigi Bonaparte, detto anche Luigi II d'Olanda (Parigi, 11 ottobre 1804 – Forlì, 17 marzo 1831), è stato un nobile francese.

## Biografia

### Infanzia

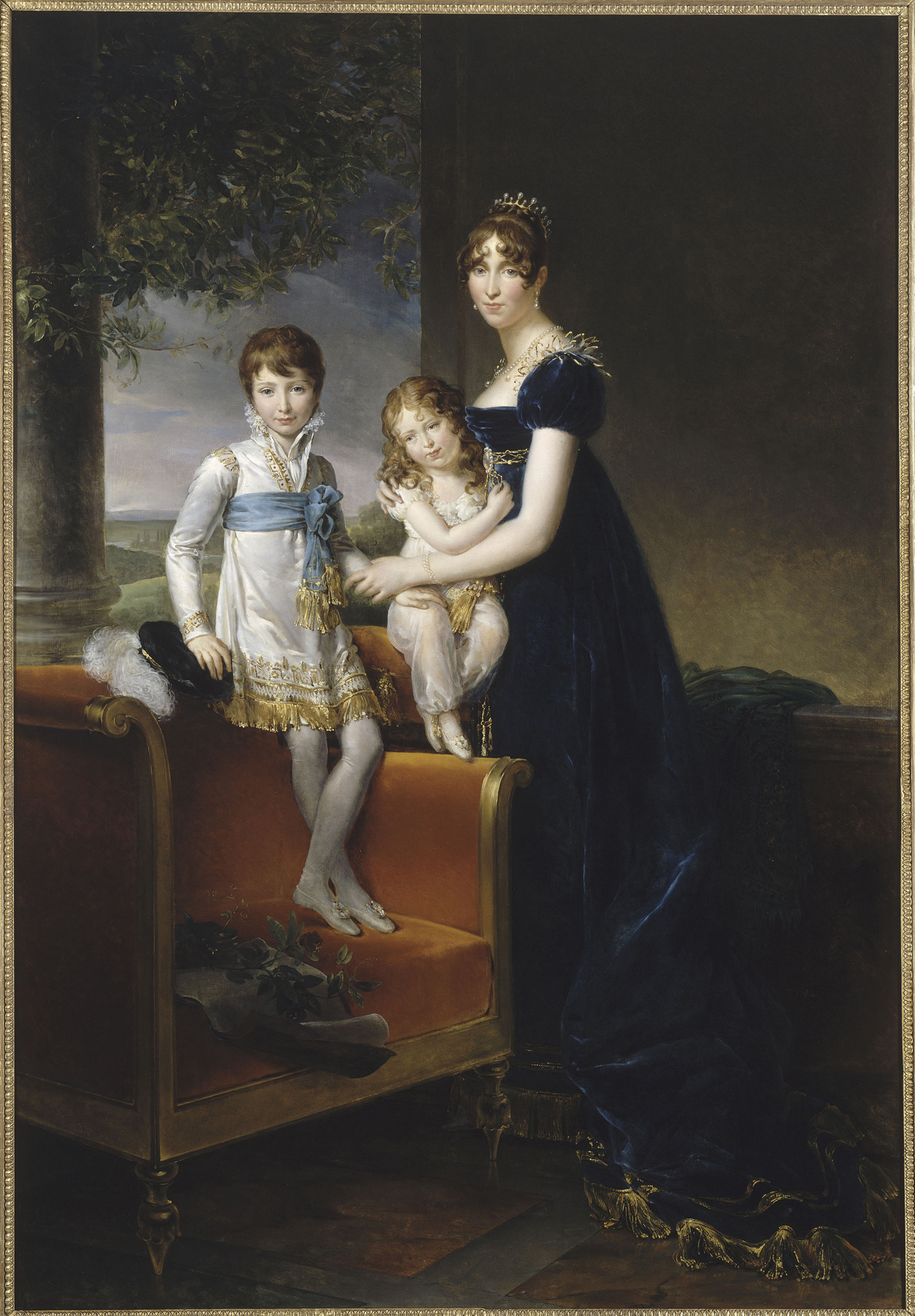
Napoleone Luigi con la madre, Ortensia di Beauharnais, e il fratello minore, il futuro Napoleone III

Napoleone Luigi era il figlio secondogenito di Luigi, re d'Olanda, e Ortensia di Beauharnais. Suo padre era il fratello minore dell'imperatore Napoleone Bonaparte e re d'Olanda, mentre sua madre era la figlia di Giuseppina di Beauharnais, prima moglie di Napoleone.

### Principe Reale del Regno d'Olanda

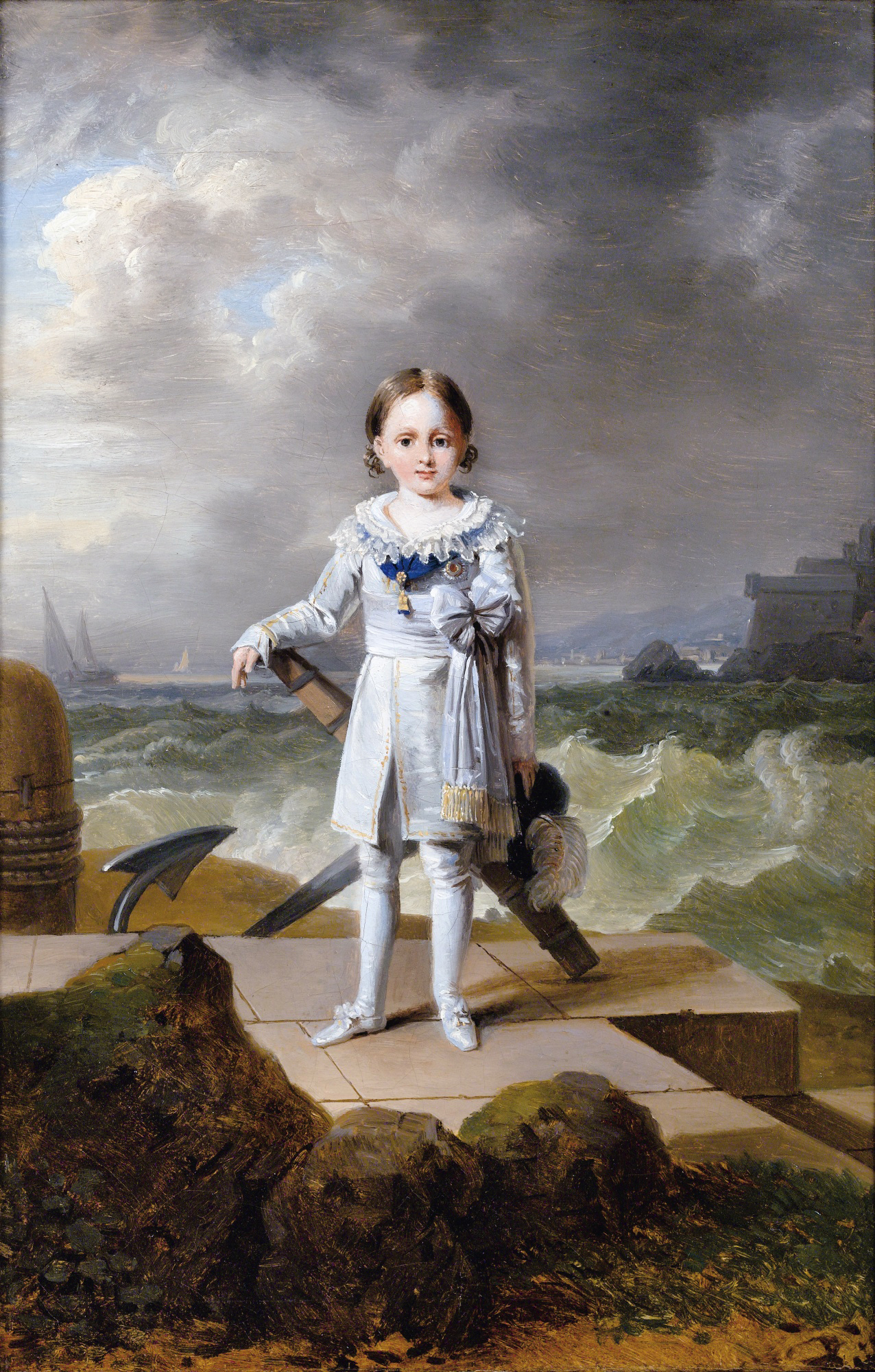
Il principe Napoleone Luigi in tenera età, di François Kinson, 1806

Il fratello maggiore di Napoleone Luigi, Napoleone Carlo Bonaparte, morì nel 1807 all'età di quattro anni. Alla sua morte, Napoleone Luigi divenne Principe Reale del Regno d'Olanda. Ciò rendeva Napoleone Luigi il maggiore dei nipoti dell'imperatore, che in quel periodo non aveva ancora figli e, quindi, probabile successore, status che perse il 20 marzo 1811, quando la seconda moglie di suo zio, l'arciduchessa Maria Luisa d'Austria, diede alla luce un figlio maschio, battezzato con il nome di Napoleone Francesco Carlo Giuseppe, nominato Re di Roma dal padre ed in seguito noto come Duca di Reichstadt.

### Granduca di Berg e di Clèves e re d'Olanda

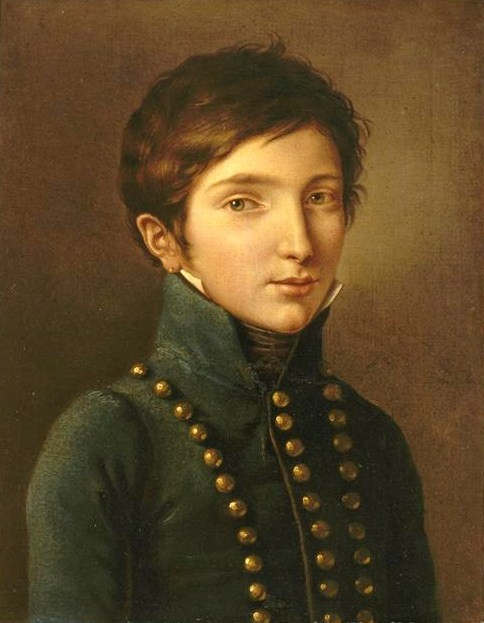
Napoleone Luigi Bonaparte in un ritratto di Félix Cottrau

Nel 1809 Napoleone lo designò Granduca di Berg e Clèves, titolo che mantenne fino al 1813.
Per i dodici giorni fra l'abdicazione del padre e l'invasione dell'esercito francese, nel 1810, fu anche re d'Olanda, adottando il nome di Luigi II.

### Esilio

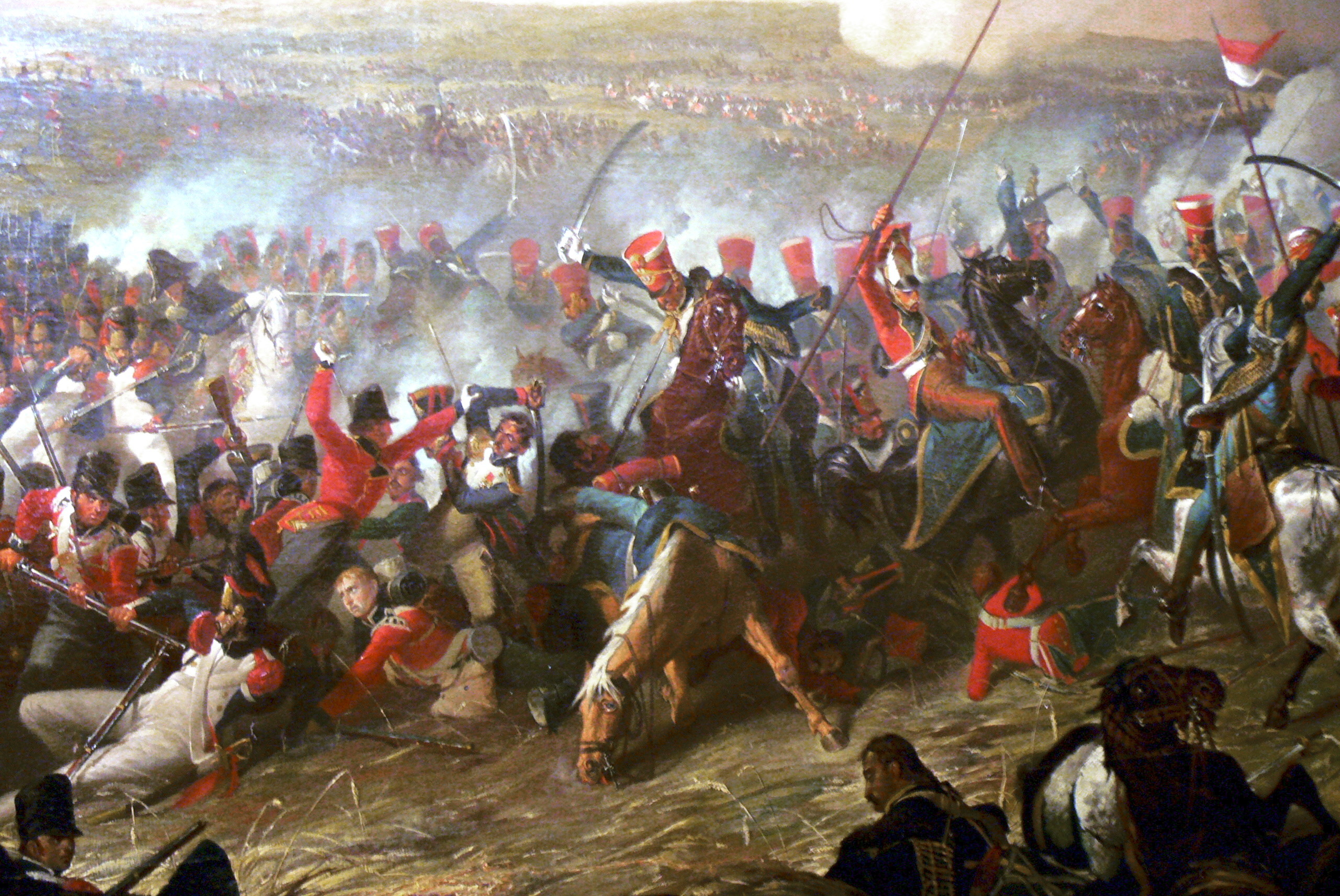
La battaglia di Waterloo

Quando Napoleone venne deposto nel 1815 dopo la battaglia di Waterloo il casato dei Borboni fu restaurato sul trono di Francia. Napoleone Luigi fuggì in esilio, ma i Bonaparte non abbandonarono mai l'idea di ripristinare l'impero napoleonico.

### Matrimonio e morte

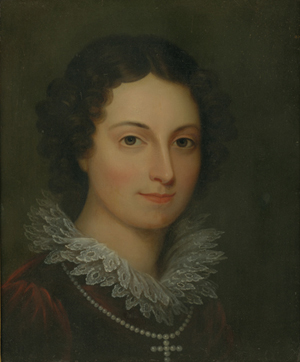
Johann Ender, Charlotte Napoléone Bonaparte, Contessa de Survilliers, 1854

Napoleone Luigi sposò la sua prima cugina Carlotta, figlia di Giuseppe Bonaparte, fratello maggiore di Napoleone I. Morì a causa di un'epidemia di morbillo il 17 marzo 1831, a Forlì, dove partecipò ai moti per l'indipendenza italiana, precedendo il duca di Reichstadt di un anno. L'impero napoleonico fu restaurato dal fratello minore, che divenne Napoleone III nel 1852.
Luigi Napoleone è sepolto a Saint-Leu-la-Forêt, nell'Île-de-France.

## Ascendenza
|                           |                                                           |                                                  | Genitori                                  |  |  | Nonni |  |  | Bisnonni                  |  |  | Trisnonni                    |  |
|                           |                                                           |                                                  |                                           |  |  |       |  |  | Giuseppe Maria Buonaparte |  |  | Sebastiano Nicola Buonaparte |  |
|                           |                                                           |                                                  |                                           |  |  |       |  |  | Giuseppe Maria Buonaparte |  |  | Sebastiano Nicola Buonaparte |  |
|                           |                                                           | Maria Anna Tusoli                                |                                           |  |  |       |  |  | Giuseppe Maria Buonaparte |  |  |                              |  |
| Carlo Bonaparte           |                                                           |                                                  |                                           |  |  |       |  |  | Giuseppe Maria Buonaparte |  |  |                              |  |
|                           |                                                           | Maria Saveria Paravicini                         | Giuseppe Maria Paravicini                 |  |  |       |  |  |                           |  |  |                              |  |
|                           |                                                           | Maria Saveria Paravicini                         | Giuseppe Maria Paravicini                 |  |  |       |  |  |                           |  |  |                              |  |
|                           |                                                           | Maria Saveria Paravicini                         | Maria Angela Salineri                     |  |  |       |  |  |                           |  |  |                              |  |
| Luigi I d'Olanda          |                                                           | Maria Saveria Paravicini                         |                                           |  |  |       |  |  |                           |  |  |                              |  |
|                           |                                                           | Giovanni Geronimo Ramolino                       | Giovanni Agostino Ramolino                |  |  |       |  |  |                           |  |  |                              |  |
|                           |                                                           | Giovanni Geronimo Ramolino                       | Giovanni Agostino Ramolino                |  |  |       |  |  |                           |  |  |                              |  |
|                           |                                                           | Giovanni Geronimo Ramolino                       | Maria Letizia Boggiani                    |  |  |       |  |  |                           |  |  |                              |  |
| Maria Letizia Ramolino    |                                                           | Giovanni Geronimo Ramolino                       |                                           |  |  |       |  |  |                           |  |  |                              |  |
|                           |                                                           | Angela Maria Pietrasanta                         | Giuseppe Maria Pietrasanta                |  |  |       |  |  |                           |  |  |                              |  |
|                           |                                                           | Angela Maria Pietrasanta                         | Giuseppe Maria Pietrasanta                |  |  |       |  |  |                           |  |  |                              |  |
|                           |                                                           | Angela Maria Pietrasanta                         | Maria Giuseppa Malerba                    |  |  |       |  |  |                           |  |  |                              |  |
| Luigi II d'Olanda         |                                                           | Angela Maria Pietrasanta                         |                                           |  |  |       |  |  |                           |  |  |                              |  |
|                           | François de Beauharnais, Marchese de la Ferte-Beauharnais | Claude de Beauharnais, Conte des Roches-Baritaud |                                           |  |  |       |  |  |                           |  |  |                              |  |
|                           | François de Beauharnais, Marchese de la Ferte-Beauharnais | Claude de Beauharnais, Conte des Roches-Baritaud |                                           |  |  |       |  |  |                           |  |  |                              |  |
|                           | François de Beauharnais, Marchese de la Ferte-Beauharnais | Renée Hardouineau                                |                                           |  |  |       |  |  |                           |  |  |                              |  |
| Alexandre de Beauharnais  | François de Beauharnais, Marchese de la Ferte-Beauharnais |                                                  |                                           |  |  |       |  |  |                           |  |  |                              |  |
|                           |                                                           | Marie Henriette Pyvart de Chastullé              | François Jacques Pyvart de Chastullé      |  |  |       |  |  |                           |  |  |                              |  |
|                           |                                                           | Marie Henriette Pyvart de Chastullé              | François Jacques Pyvart de Chastullé      |  |  |       |  |  |                           |  |  |                              |  |
|                           |                                                           | Marie Henriette Pyvart de Chastullé              | Jeanne Hardouineau de Landanière          |  |  |       |  |  |                           |  |  |                              |  |
| Ortensia di Beauharnais   |                                                           | Marie Henriette Pyvart de Chastullé              |                                           |  |  |       |  |  |                           |  |  |                              |  |
|                           |                                                           | Joseph Gaspard Tascher de La Pagerie             | Gaspar Joseph Tascher de La Pagerie       |  |  |       |  |  |                           |  |  |                              |  |
|                           |                                                           | Joseph Gaspard Tascher de La Pagerie             | Gaspar Joseph Tascher de La Pagerie       |  |  |       |  |  |                           |  |  |                              |  |
|                           |                                                           | Joseph Gaspard Tascher de La Pagerie             | Marie Françoise Bourdeau de La Chevalerie |  |  |       |  |  |                           |  |  |                              |  |
| Giuseppina di Beauharnais |                                                           | Joseph Gaspard Tascher de La Pagerie             |                                           |  |  |       |  |  |                           |  |  |                              |  |
|                           |                                                           | Rose-Claire des Vergers de Sanois                | Joseph-François des Vergers de Sanois     |  |  |       |  |  |                           |  |  |                              |  |
|                           |                                                           | Rose-Claire des Vergers de Sanois                | Joseph-François des Vergers de Sanois     |  |  |       |  |  |                           |  |  |                              |  |
|                           |                                                           | Rose-Claire des Vergers de Sanois                | Marie Browne                              |  |  |       |  |  |                           |  |  |                              |  |
|                           |                                                           | Rose-Claire des Vergers de Sanois                |                                           |  |  |       |  |  |                           |  |  |                              |  |